# Bunkovce
Bunkovce (hongrois : Bunkós) est un village de Slovaquie situé dans la région de Košice.

## Histoire
Première mention écrite du village en 1358.

## Démographie

### Évolution de la population
| Année:               | 1994. | 2004.    | 2014.    | 2024.   |
| -------------------- | ----- | -------- | -------- | ------- |
| Nombre de personnes: | 272   | 333      | 383      | 384     |
| Différence:          |       | +22,42 % | +15,01 % | +0,26 % |

| Année:               | 2023. | 2024.   |
| -------------------- | ----- | ------- |
| Nombre de personnes: | 387   | 384     |
| Différence:          |       | -0,77 % |

## Politique
| Nom          | Parti politique | Date de l'élection | Fin du mandat |
| ------------ | --------------- | ------------------ | ------------- |
| Václav Ličko | ANO,SDKÚ-DS,KDH | 02.12.2006         | Déc. 2010     |